# Rhyacophila iranda
Rhyacophila iranda är en nattsländeart som beskrevs av Ross 1938. Rhyacophila iranda ingår i släktet Rhyacophila och familjen rovnattsländor. Inga underarter finns listade i Catalogue of Life.